# La talpa (seconda edizione)
La seconda edizione del reality La talpa è andata in onda ogni martedì in prima serata su Italia 1 dal 20 settembre al 22 novembre 2005 con la conduzione di Paola Perego e con la partecipazione dell'inviato Stefano Bettarini. È durata 64 giorni, ha avuto 15 concorrenti e 10 puntate e si è tenuta in Kenya.
Il day-time di questa edizione è stato trasmesso su Italia 1.
L'edizione si è conclusa con la vittoria di Gianni Sperti, che si è aggiudicato il montepremi di 200000 €, mentre Paolo Vallesi è stato La talpa.

## Regolamento
I concorrenti che prendono parte al programma vivono per tutta la durata del programma in una località del Kenya alloggiando in quella che viene definita "la Shamba" e formano un gruppo unito all'interno del quale si nasconde la Talpa.
Durante la prima puntata, tramite la cerimonia di iniziazione, viene stabilito segretamente chi dei concorrenti è la Talpa, colui che dovrà sviare i sospetti, sabotare le prove e confondere il gruppo per poter aumentare il proprio bottino a discapito del montepremi del gruppo: a turno i concorrenti aprono una busta contenente un foglio che designa o meno il ruolo della Talpa. Ogni settimana i concorrenti devono affrontare varie prove il cui esito positivo incrementa il montepremi e durante le quali la Talpa può agire per compromettere l'esito della prova e aumentare così il proprio bottino. Le prove che i concorrenti sono chiamati ad affrontare sono:
- Missione Settimanale: solitamente una prova basata sulla forza fisica e la resistenza registrata durante la settimana.
- Notte della Talpa: una prova speciale di lunga resistenza che avviene durante l'arco di un'intera notte.
- Prova d'accesso: una prova che non incrementa il montepremi del gruppo o il bottino della talpa ma che deve essere superata per poter affrontare la prova settimanale senza penalità che potrebbero comprometterne l'esito.
- Prova settimanale: una prova che ha luogo in diretta durante la puntata del prime-time, solitamente la più impegnativa e più complicata da affrontare durante la settimana. Con questa prova vengono messi alla prova limiti e paure dei concorrenti.

Durante il prime-time, al termine della prova settimanale, ha luogo il meccanismo di eliminazione della Talpa. Ogni settimana infatti il pubblico da casa può esprimere il proprio parere votando chi, tra i concorrenti, pensa possa essere la Talpa: il più votato sarà il sospettato del pubblico. Assieme al sospettato del pubblico viene scelto anche il sospettato del gruppo per maggioranza di voti tra quelli espressi dai concorrenti (in caso di pareggio viene scelto il concorrente più votato dal pubblico o in alternativa vengono scelti entrambi i sospettati del gruppo). Quindi i 2 sospettati sono tenuti a rispondere a un questionario riguardante l'identità e le azioni della Talpa: la persona che risponde correttamente al minor numero di domande viene eliminato e diventa vittima della Talpa (in caso di parità viene eliminato il sospettato che mediamente, nel corso del test, ha avuto la frequenza cardiaca più elevata rilevata con un cardio-frequenzimetro). Nell'eventualità in cui ad essere eliminata sia proprio La talpa, il titolo passa ad un nuovo concorrente tramite una nuova Cerimonia d'Investitura
Il concorrente che supera il test rimane recluso per una settimana nella capanna Masai lontano dal gruppo e in completa solitudine (fatta eccezione per le prove da affrontare).
Nella puntata finale viene quindi svelata l'identità della Talpa e proclamato il vincitore, colui che nell'ultimo test avrà indovinato chi è la Talpa e risposto correttamente alle domande del test. Il vincitore ottiene il montepremi del gruppo mentre la Talpa vince il proprio bottino solo se nell'ultimo televoto non viene sospettato dalla maggioranza del pubblico.

## Sospettati
L'età dei concorrenti si riferisce al momento dell'ingresso nel programma.
| Concorrente          | Età     | Professione                           | Luogo di nascita      | Stato                          |
| -------------------- | ------- | ------------------------------------- | --------------------- | ------------------------------ |
| Gianni Sperti        | 32 anni | Ballerino, opinionista TV             | Manduria              | Vincitore                      |
| Roberto Ciufoli      | 45 anni | Attore, comico                        | Roma                  | Secondo classificato           |
| Beatrice Bocci       | 35 anni | Conduttrice TV                        | San Giovanni Valdarno | Terza classificata             |
| Francesca Rettondini | 34 anni | Attrice, conduttrice TV               | Verona                | Quarta classificata            |
| Paolo Vallesi        | 41 anni | Cantautore                            | Firenze               | Quinto classificato - La talpa |
| Liudmila Radchenko   | 36 anni | Modella, attrice                      | Omsk                  | Eliminata                      |
| Ramona Cheorleu      | 23 anni | Showgirl                              | Piatra Neamț          | Eliminata                      |
| Franklin Santana     | 33 anni | Modello                               | Caracas               | Eliminato                      |
| Jonis Bascir         | 45 anni | Attore, musicista                     | Roma                  | Eliminato                      |
| Diego Conte          | 26 anni | Personaggio TV                        | Venezia               | Eliminato                      |
| Alessandro Greco     | 33 anni | Conduttore TV, conduttore radiofonico | Grottaglie            | Eliminato                      |
| Sylvie Lubamba       | 33 anni | Showgirl                              | Firenze               | Eliminata                      |
| Demetra Hampton      | 37 anni | Attrice, ex modella                   | Filadelfia            | Eliminata                      |
| Alessia Mancini      | 27 anni | Showgirl                              | Marino                | Eliminata                      |
| Paolo Canè           | 40 anni | Tennista                              | Bologna               | Eliminato                      |
| Denny Méndez         | 27 anni | Attrice, modella                      | Santo Domingo         | Eliminata                      |

## Tabella dei sospetti e dello svolgimento del programma
Legenda:

     Recluso in capanna Masai

     Sospettato del gruppo o del pubblico

     Vittima della Talpa

SP : Sospettato del pubblico

SG : Sospettato del gruppo 

|                     | Settimana 1        | Settimana 2            | Settimana 3 | Settimana 4          | Settimana 5             | Settimana 6 | Settimana 7 | Settimana 8          | Settimana 9               | FINALE                    | FINALE                    | Numero totale nomination |  |
| Giorno 1            | Giorno 8           | Giorno 15              | Giorno 22   | Giorno 29            | Giorno 36               | Giorno 43   | Giorno 50   | Giorno 57            | Giorno 64                 | Giorno 64                 |                           | Numero totale nomination |  |
| ------------------- | ------------------ | ---------------------- | ----------- | -------------------- | ----------------------- | ----------- | ----------- | -------------------- | ------------------------- | ------------------------- | ------------------------- | ------------------------ |  |
| Gianni              | Denny              | Paolo C.               | Roberto     | Demetra              | Jonis Jonis             | Jonis       | Ramona      | Franklin             | Roberto                   | VINCITORE                 | VINCITORE                 | 9                        |  |
| Paolo V.            | Denny              | Paolo C.               | Demetra     | Demetra              | Sylvie Alessandro       | Jonis       | Ludmilla    | Franklin             | Roberto                   | LA TALPA                  | LA TALPA                  | 3                        |  |
| Roberto             | Diego              | Paolo C.               | Diego       | Gianni               | Sylvie Alessandro       | Gianni      | Ramona      | Franklin             | Beatrice                  | 2º POSTO                  | 2º POSTO                  | 14                       |  |
| Beatrice            | Franklin           | Paolo C.               | Roberto     | Demetra              | Jonis                   | Jonis       | Roberto     | Franklin             | Roberto                   | 3º POSTO                  | 3º POSTO                  | 1                        |  |
| Francesca           | Denny              | Paolo C.               | Roberto     | Demetra              | Jonis                   | Jonis       | Ramona      | Franklin             | Roberto                   | 4º POSTO                  | 4º POSTO                  | 0                        |  |
| Ludmilla            | Jonis              | Paolo C.               | Roberto     | Gianni               | Sylvie Alessandro       | Gianni      | Paolo V.    | SP                   | SP                        | Vittima                   | Vittima                   | 1                        |  |
| Ramona              | Non in gara        | Non in gara            | Non in gara | Non in gara          | Immune                  | Gianni      | Roberto     | Roberto              | Sacrificata per il gruppo | Sacrificata per il gruppo | Sacrificata per il gruppo | 4                        |  |
| Franklin            | Denny              | Paolo C.               | Demetra     | Paolo V.             | Sylvie Alessandro       | Gianni      | Ramona      | Paolo V.             | Vittima                   | Vittima                   | Vittima                   | 9                        |  |
| Jonis               | Franklin           | Paolo C.               | Diego       | Gianni               | Sylvie Alessandro       | Gianni      | SP          | Vittima              | Vittima                   | Vittima                   | Vittima                   | 14                       |  |
| Diego               | Franklin           | Paolo C.               | Roberto     | SP                   | SP                      | SP          | Vittima     | Vittima              | Vittima                   | Vittima                   | Vittima                   | 4                        |  |
| Alessandro          | SP                 | SP                     | Roberto     | Demetra              | Jonis                   | Vittime     | Vittime     | Vittime              | Vittime                   | Vittime                   | Vittime                   | 5                        |  |
| Sylvie              | Demetra            | Paolo C.               | Roberto     | Demetra              | Jonis                   | Vittime     | Vittime     | Vittime              | Vittime                   | Vittime                   | Vittime                   | 5                        |  |
| Demetra             | Gianni             | Paolo C.               | Diego       | Gianni               | Vittima                 | Vittima     | Vittima     | Vittima              | Vittima                   | Vittima                   | Vittima                   | 10                       |  |
| Alessia             | Paolo C.           | Paolo C.               | SP          | Vittima              | Vittima                 | Vittima     | Vittima     | Vittima              | Vittima                   | Vittima                   | Vittima                   | 0                        |  |
| Paolo C.            | Franklin           | Demetra                | Vittima     | Vittima              | Vittima                 | Vittima     | Vittima     | Vittima              | Vittima                   | Vittima                   | Vittima                   | 13                       |  |
| Denny               | Roberto            | Vittima                | Vittima     | Vittima              | Vittima                 | Vittima     | Vittima     | Vittima              | Vittima                   | Vittima                   | Vittima                   | 4                        |  |
|                     |                    |                        |             |                      |                         |             |             |                      |                           |                           |                           |                          |  |
| Sospettati gruppo   | Denny              | Paolo C.               | Roberto     | Demetra              | Sylvie                  | Gianni      | Ramona      | Franklin             | Roberto                   | Nessuno                   | Nessuno                   |                          |  |
| Sospettati gruppo   | Denny              | Paolo C.               | Roberto     | Demetra              | Alessandro              | Gianni      | Ramona      | Franklin             | Roberto                   | Nessuno                   | Nessuno                   |                          |  |
| Sospettati pubblico | Alessandro         | Alessandro             | Alessia     | Diego                | Diego                   | Diego       | Jonis       | Ludmilla             | Ludmilla                  | Nessuno                   | Nessuno                   |                          |  |
| Vittime             | Denny 4 voti su 15 | Paolo C. 13 voti su 14 | Alessia     | Demetra 6 voti su 12 | Sylvie 5 voti su 11     | Diego       | Jonis       | Franklin 5 voti su 8 | Ludmilla                  | Francesca                 | Beatrice                  |                          |  |
| Vittime             | Denny 4 voti su 15 | Paolo C. 13 voti su 14 | Alessia     | Demetra 6 voti su 12 | Alessandro 5 voti su 11 | Diego       | Jonis       | Ramona               | Ludmilla                  | Roberto                   | Roberto                   |                          |  |
| Capanna Masai       | Alessandro         | Alessandro             | Roberto     | Diego                | Diego                   | Gianni      | Ramona      | Ludmilla             | Nessuno                   | Nessuno                   | Nessuno                   |                          |  |
| Ritirati            | Nessuno            | Nessuno                | Nessuno     | Nessuno              | Nessuno                 | Nessuno     | Nessuno     | Nessuno              | Nessuno                   | Nessuno                   | Nessuno                   |                          |  |
| Espulsi             | Nessuno            | Nessuno                | Nessuno     | Nessuno              | Nessuno                 | Nessuno     | Nessuno     | Nessuno              | Nessuno                   | Nessuno                   | Nessuno                   |                          |  |

- Con un totale di 14 nomination Jonis Bascir e Roberto Ciufoli risultano i concorrenti più nominati nella storia del programma.

## Tabellone delle prove
| Montepremi del gruppo | 200000 € | + 14000 € | Nessuna penalità | + 5000 € | + 10000 € | + 10000 € | Penalità nella prova | + 10000 € | + 10000 € | + 0 € | Penalità parziale nella prova | + 5000 € | – 5000 €  | + 8000 € | – 5000 € | Nessuna penalità | + 8000 € | – 40000 € | + 0 €    | − 3000 € | Nessuna penalità | + 10000 € | + 0 €    | + 0 € | Nessuna penalità | + 10000 € | + 0 € | + 5000 € | + 8000 € | Nessuna penalità | + 6000 € | + 0 € | – 5000 € | + 10000 € | Nessuna penalità | + 6000 € | – 20000 € | + 5000 € | + 0 €     | Nessuna penalità | + 5000 € | Inversione montepremi | + 0 €     | + 12000 € | + 72000 € | 200000 € |
| Bottino della Talpa   | 0 €      | + 0 €     | Nessuna penalità | + 5000 € | + 0 €     | + 0 €     | Penalità nella prova | + 0 €     | + 0 €     | + 0 € | Penalità parziale nella prova | + 5000 € | + 5,000 € | + 0 €    | + 5000 € | Nessuna penalità | + 0 €    | + 40000 € | + 8000 € | + 3000 € | Nessuna penalità | + 0 €     | + 8000 € | + 0 € | Nessuna penalità | + 0 €     | + 0 € | – 5000 € | + 0 €    | Nessuna penalità | + 6000 € | + 0 € | + 5000 € | + 0 €     | Nessuna penalità | + 6000 € | + 20000 € | + 0 €    | + 10000 € | Nessuna penalità | + 5000 € | Inversione montepremi | + 10000 € | + 0 €     | – 72000 € | 0 €      |

## Ascolti
| Puntata          | Messa in onda     | Telespettatori | Share  |
| ---------------- | ----------------- | -------------- | ------ |
| 1                | 20 settembre 2005 | 3 927 000      | 18,51% |
| 2                | 27 settembre 2005 | 3 298 000      | 15,75% |
| 3                | 4 ottobre 2005    | 3 610 000      | 17,09% |
| 4                | 11 ottobre 2005   | 3 339 000      | 14,09% |
| 5                | 18 ottobre 2005   | 3 446 000      | 15,99% |
| 6                | 25 ottobre 2005   | 3 330 000      | 15,59% |
| 7                | 1 novembre 2005   | 3 453 000      | 17,13% |
| 8                | 8 novembre 2005   | –              | –      |
| 9                | 15 novembre 2005  | –              | –      |
| 10               | 22 novembre 2005  | 4 857 000      | 23,86% |
| Media            | Media             | 3 657 000      | 17,25% |
| La talpa Reunion | La talpa Reunion  | 3 184 000      | 13,00% |